# Pikes
Als Pikes bezeichnet man Schuhe, die vorne extrem spitz zulaufen. Schon im Mittelalter kannte man diese vorne spitz zulaufenden Schnabelschuhe. Die spitze Schneckgabel gab dieser speziellen Schuhform ihren Namen: Im Englischen wird die Bezeichnung Winkle Pickers verwendet („Strandschnecken-Stecher“, weil sie so spitz sind, dass man damit sprichwörtlich Schnecken aus ihrem Gehäuse ziehen könnte), bisweilen wird in beiden Sprachräumen die verkürzte Form Pickers verwendet. Eingedeutscht schreibt man sie auch Winkelpicker.

## Namensformen
Die Bezeichnung Pikes ist trotz der englischen Form (etwa Spitzen) meist im deutschen Sprachraum üblich. Winkelpicker Schuhe waren die sehr formellen, modisch-spitzen Schuhe, die bereits in den 1950ern begannen, sich steigender Popularität zu erfreuen.

## Modeschuh

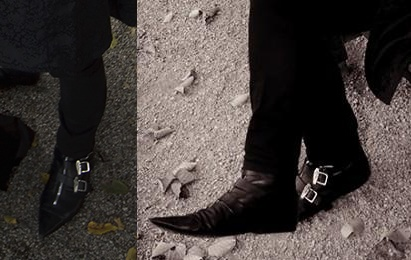
Pikes mit Sarg-Schnallen

In mehreren Modewellen seit den 1950er Jahren waren vorne spitz zulaufende Halbschuhe und Stiefeletten modern. Sie gelten als ein Erkennungszeichen der Rockabilly-Popkultur. Winkelpickerschuhe waren danach als zum Anzug zu tragende, seröse, spitze Herrenschuhe zeitweise in den Katalogen deutscher Versandhaushändler in den 1960er Jahren präsent. Die Kleidung der Popkultur des New Wave war gekennzeichnet durch Halbschuhe und Stiefel bekannter Hersteller im Winkelpicker-Format. Diese „Winklepickers“ kennt man in ihrer Extremform auch von der Rockgruppe „Leningrad Cowboys“. Sie wurden seit den 1980er Jahren bevorzugt von Anhängern der Wave- und Gothic-Subkultur getragen, hier meist als knöchelhöhe Stiefeletten mit drei bis fünf Schnallen, jedoch sind auch flache Halbschuhe (mit gar keiner oder nur einer Schnalle) und höhere Stiefel (bis mindestens Kniehöhe und etwa 10 Schnallen) erhältlich. Dem Umfeld der Schwarzen Szene scheint auch die Bezeichnung Pikes zu entstammen, während im Englischen Winkle Picker auch auf weniger extreme, meist frühere Formen spitzer Schuhe verwendet wird.
Als Szeneschuhe der Goths sind sie jedoch mittlerweile fast ausgestorben und wurden seit den 1990er Jahren besonders von klobigen Militär- und Plateaustiefeln sowie Fetisch-Schuhwerk verdrängt. Lediglich wenige Firmen fertigen noch weiterhin Pikes, die nur selten auch in deutschen Fachgeschäften der Schwarzen Szene zu bekommen sind. Daher haben Pikes heute in Deutschland oft schon annähernd den Charakter von Sammlerstücken und werden aufgrund ihrer schlechten Verfügbarkeit und dem damit verbundenen Aufwand teils als eine Art Statement betrachtet, sich der ursprünglichen Schwarzen Szene verbunden zu fühlen (und weniger den mannigfaltigen modernen Auswüchsen mit ihren leicht in jedem Szeneladen zu beziehenden "Einheitskleidung").

## Herkunft

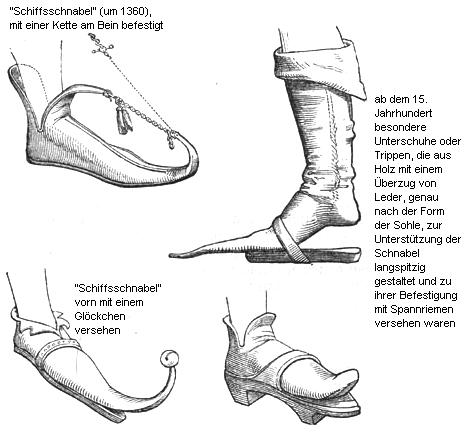
Schuhmode in der Gotik

Die Herkunft der Pikes ist nicht eindeutig geklärt. Während Mancher sie als ein Relikt der New-Romantic-Szene ansieht (deren Einfluss auf die frühe englische Gothic-Szene umstritten ist), vermuten Andere die Herkunft in den spitzen Schuhen der 1950er Jahre. 
Wieder Andere sehen die Ursprünge in Cowboystiefeln (ein Hinwenden zu Cowboy-inspirierter Kleidung ist bei manchen Musikern der Gothic-Szene jedoch erst in den späten 1980er Jahren eindeutig festzustellen) oder auch in den Schnabelschuhen des Mittelalters und/oder des Orients (das Mittelalter und als exotisch Erachtetes waren seit jeher wichtige Elemente der englischen Gothic Fiction, der die Gothic-Szene Motive, Stimmungen und Namen verdankt).